# Мисс Франция

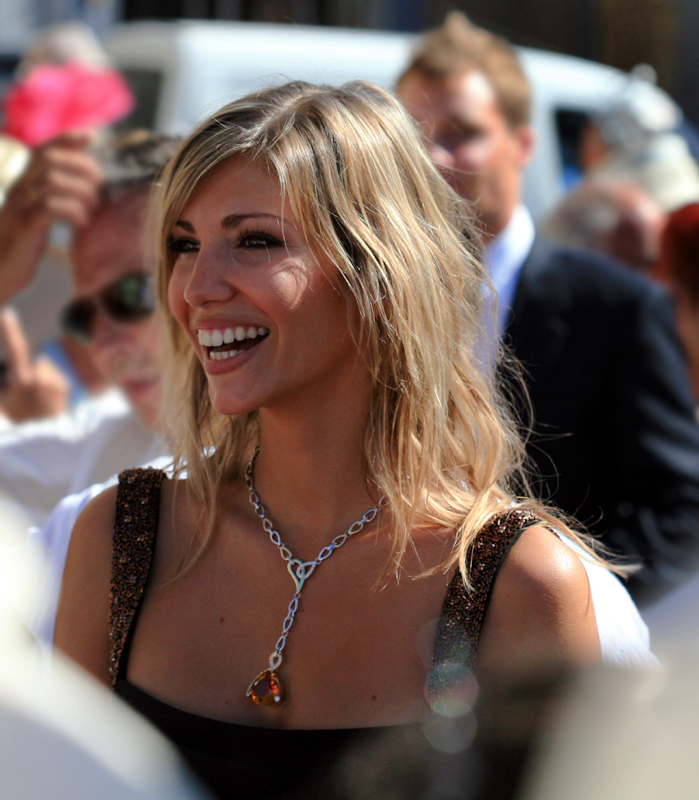
Александра Розенфельд, Мисс Франция 2006

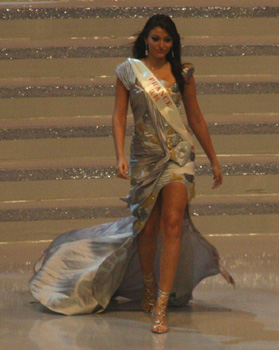
Рашель Легрен-Трапани, Мисс Франция 2007 на конкурсе Мисс Мира 2007 в Санье (Китай)

Мисс Франция — ежегодный национальный конкурс красоты, проводимый во Франции. Конкурс обычно проходит каждый год в декабре, и победительнице присуждается титул за последующий год. Мисс Франция 2016 года, Ирис Миттенар, была избрана 19 декабря 2015 года.
Права показа по телевидению принадлежат с 2002 года компании Endemol спонсор конкурса Мисс Франция, директором которой является Сильвия Телье, Мисс Франция 2002. Компании Эндемоль принадлежат права на проведение конкурса во Франции и представление его на конкурсах Мисс Мира и Мисс Вселенная. Конкурс Мисс Франция начат как конкурс Комитет Мисс Франция (Comité Miss France), президентом которого является Женевьев де Фонтане (Geneviève de Fontenay).

## Правила
Конкурс совмещает в себе 33 региональных конкурса красоты по провинциям Франции, а также по её заморским территориям. Метод выбора победительницы меняется каждый год. Победительница прошлого года является одной из судей в конкурсе. Победительница в течение года участвует в благотворительных мероприятиях и выступает по телевидению. Победительница 2010 года Малика Менар появилась на телевидении впервые.
Новой Мисс Франция необходимо:
- быть рождённой на территории Франции или в одном из её доминионов;
- быть в возрасте от 18 до 24 лет на ноябрь года участия в конкурсе;
- иметь рост не ниже 170 см;
- не состоять в браке и не иметь детей;
- иметь хорошую репутацию, мораль и образование, не иметь приводов в полицию.

Не должна:
- иметь шокирующий имидж в манере, которая могла быть несовместимой или чинить препятствие правам организаторов;
- участвовать в конкурсах красоты;
- участвовать в рекламных акциях;
- иметь татуировки и пирсинг, за исключением серёжек в ушах.

## История

### Перед Второй мировой войной
Первый организатор конкурса Морис де Валеф (Maurice de Waleffe) был журналистом. В 1920 году он организовал конкурс красоты. Он назывался «La plus belle femme de France» — «Самая красивая женщина Франции».
В первом конкурсе участвовало 1700 участниц, из которых судьи выбрали 49 финалисток. Каждую неделю из семи, участницы выбывали из конкурса. Победительницей стала Аньес Суре (Agnès Souret). Конкурс был повторён в 1921 году, победительницей стала Полин По (Pauline Pô), а затем прекратился.
В 1926 году конкурс был переименован в «Miss France». Конкурс был отменён в 1940 году из-за Второй мировой войны. Морис де Валеф умер в 1946 году.

### После Второй мировой войны
В 1947 году несколько разных групп вновь организовали национальный конкурс, который проходил под прежним названием «Miss France» («Мисс Франция»).
Один из основателей нового конкурса Жан Рэбо (Jean Raibaut) организовал «Club Charly’s» в 1950 году. Также среди организаторов были Ги Ринальдо (Guy Rinaldo) и Луи де Фонтане (Louis de Fontenay), которые предлагали название «Комитет Мисс Франция» («Comité Miss France») в 1947 году. В 1951 году победительница конкурса участвовала в конкурсе «Miss World» («Мисс Мира») и «Miss Universe» («Мисс Вселенная»). В 1952 году название «Комитет Мисс Франция» («Comité Miss France») перестало существовать, а в 1954 году Ринальдо возглавил конкурс. С 1954 г. победительница конкурса стала участвовать в конкурсе «Мисс Европа» («Miss Europe»).
В ранние годы существования глобальных конкурсов их организаторы не задумывались о национальных конкурсах. В 1953 году Мисс Франция вошла в конкурс Мисс Вселенная Кристиан Мартель (Christiane Martel) и выиграла на конкурсе Мисс Вселенная титул Miss Cinémonde, была поддержана Ринальдо, а не Сильвиана Карпантье (Sylviane Carpentier), которая была избрана Мисс Франция (Miss France). Также в 1953 году Мисс Франция Дениз Перье (Denise Perrier) участвовала в конкурсе Мисс Мира и выиграла его. После этого победительницы конкурса Мисс Франция не могли победить на этих конкурсах. Хотя занимали призовые места в первой десятке претенденток.

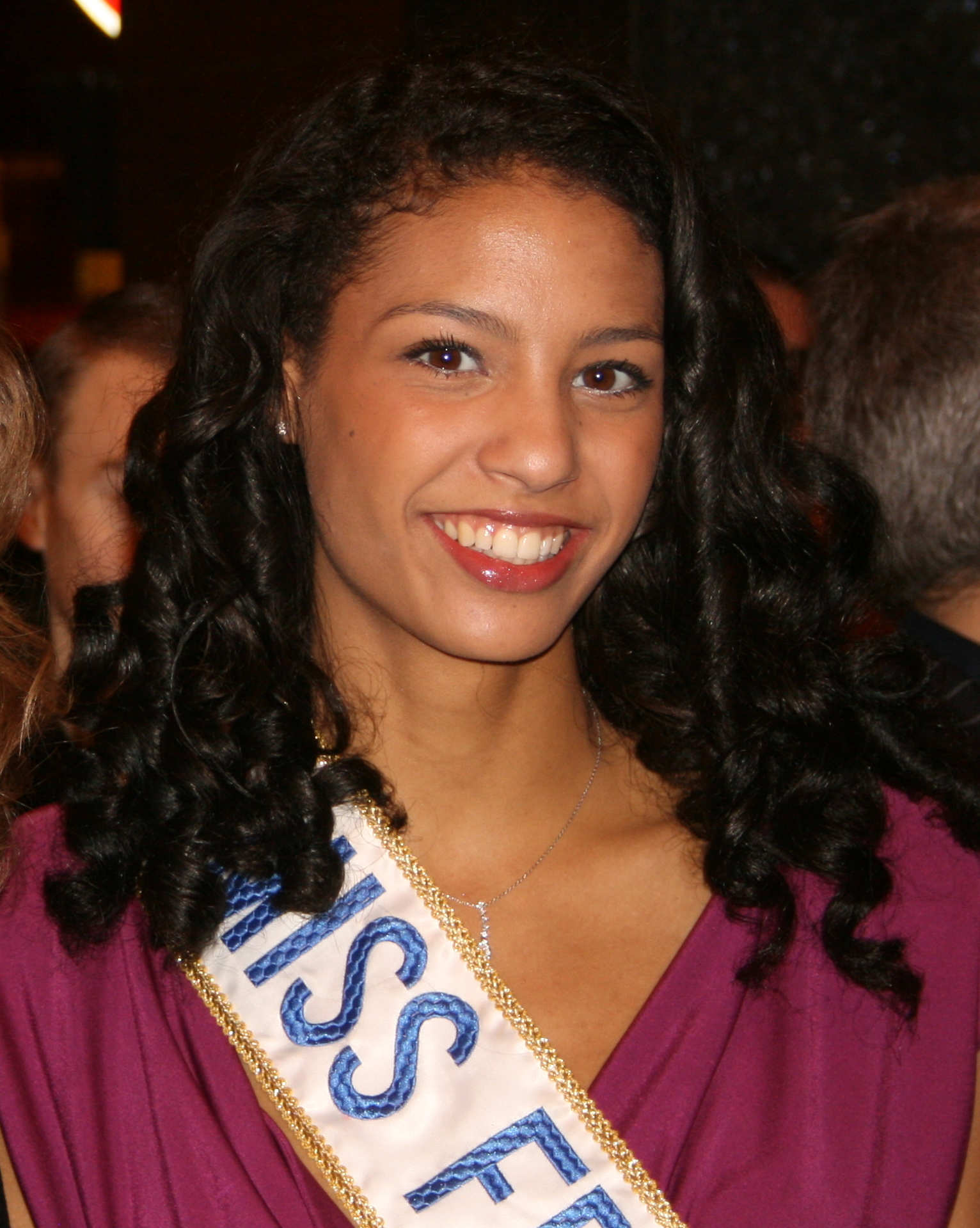
Клоэ Морто, Мисс Франция 2009

## Победительницы конкурса Мисс Франция

### Первые победительницы

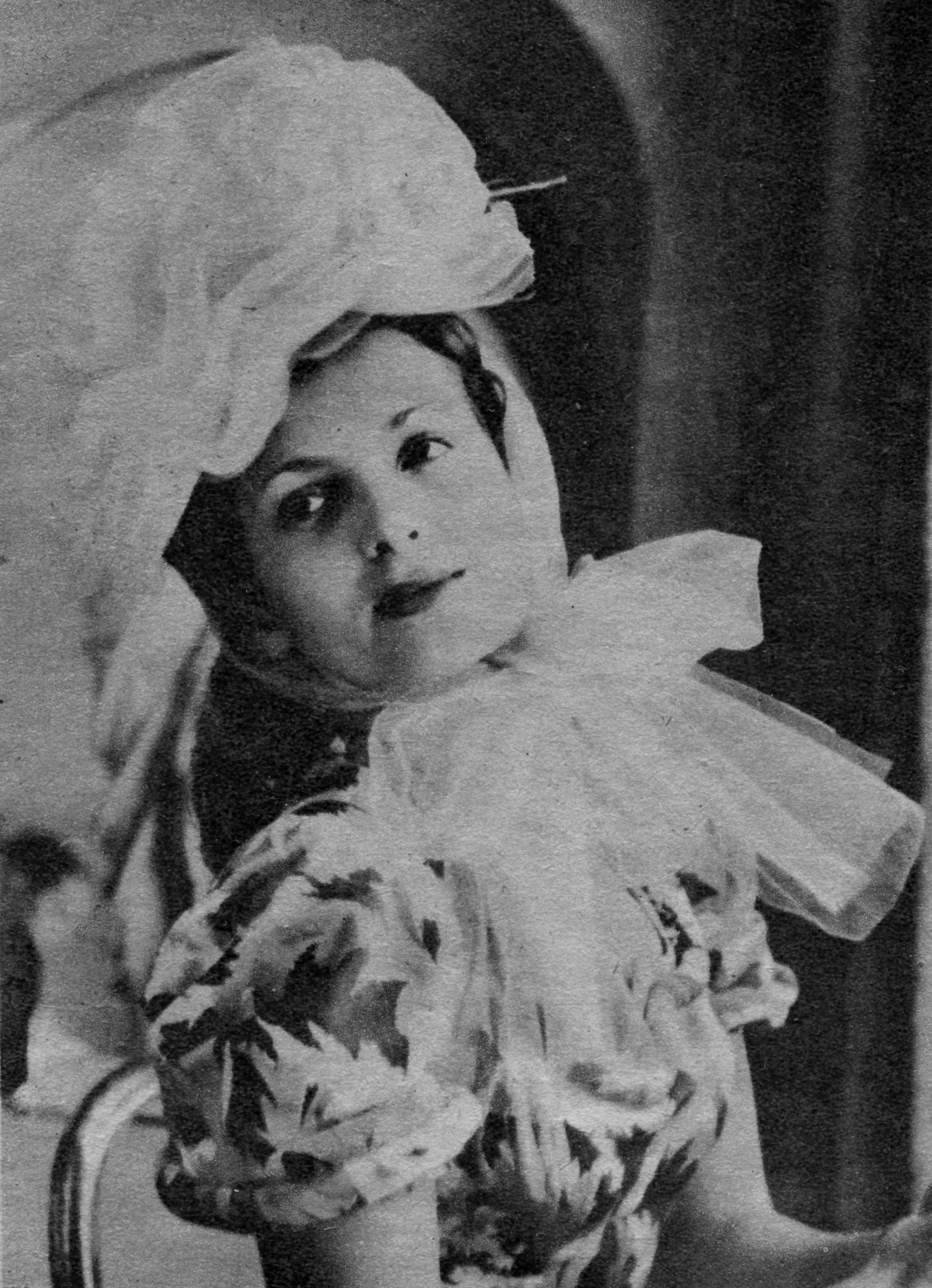
Жюльетт Фигера, Мисс Франция 1949 года

| Год  | Победитель                |
| ---- | ------------------------- |
| 1920 | Аньес Суре (Agnès Souret) |
| 1921 | Полин По (Pauline Pô)     |

### Список победительниц перед Второй мировой войной
| Год  | Мисс Франция                                   |
| ---- | ---------------------------------------------- |
| 1926 | Роберта Кюзе (Roberte Cusey)                   |
| 1927 | Раймонда Аллен (Raymonde Allain)               |
| 1928 | Жермен Лаборд (Germaine Laborde)               |
| 1929 | Мадлен Мург (фр.)                              |
| 1930 | Ивет Лабрусс                                   |
| 1931 | Жанна Жюйя (Jeanne Juillia)                    |
| 1932 | Люсьен Намиа (Lucienne Nahmias)                |
| 1933 | Эмильена де Соуза (Emilienne Quesson de Souza) |
| 1934 | Симон Барийе (Simone Barillier)                |
| 1935 | Элизабет Пиц (Elisabeth Pitz)                  |
| 1936 | Линн Лассаль (Lynne Lassal)                    |
| 1937 | Жаклин Жане (Jacqueline Janet)                 |
| 1938 | Анни Гарриге (Annie Garrigues)                 |
| 1939 | Жинетт Катрьен (Ginette Catriens)              |
| 1940 | Жозефин Ладвиг (Joséphine Ladwig)              |

### Список победительниц после Второй мировой войны
Победительницы участвовали в конкурсах Мисс Мира и Мисс Вселенная. (В этих конкурсах участницы от Франции побеждали в 1953 году: Кристиан Мартель стала Мисс Вселенной, а Дениз Перье — Мисс Мира)
  Участница конкурса Мисс Мира или конкурса Мисс Вселенная победительница конкурса мисс Франция
  на конкурсе в первой десятке победительниц
| Год  | Мисс Франция                                          | Мисс Франция на конкурсе Мисс Мира                | Мисс Франция на конкурсе Мисс Вселенная          |
| ---- | ----------------------------------------------------- | ------------------------------------------------- | ------------------------------------------------ |
| 1947 | Ивонн Визё (Yvonne Viseux)                            |                                                   |                                                  |
| 1948 | Жаклин Донни (Jacqueline Donny)                       |                                                   |                                                  |
| 1949 | Жюльетт Фигера (Juliette Figueras)                    |                                                   |                                                  |
| 1950 | Мариз Делор (Maryse Delort)                           |                                                   |                                                  |
| 1951 | Николь Друэн (Nicole Drouin)                          | Жаклин Лемуан (Jacqueline Lemoine)                |                                                  |
| 1952 | Жозиан Пуи (Josiane Pouy)                             | Николь Друэн                                      | Клод Годар (Claude Godart)                       |
| 1953 | Сильвиан Карпантье (Sylviane Carpentier)              | Дениз Перье (Denise Perrier)                      | Кристиан Мартель (Christiane Martel)             |
| 1954 | Ирен Тюнк (Irène Tunc)                                | Клодин Блёз (Claudine Bleuse)                     | Жаклин Бер (Jacqueline Beer)                     |
| 1955 | Вероник Зюбер (Véronique Zuber)                       | Жизель Тьерри (Gisele Thierry)                    | Клоди Пети (Claudie Petit)                       |
| 1956 | Мариз Фабр (Maryse Fabre)                             | Женевьев Солар (Genevieve Solare)                 | Анита Трейен (Anita Treyens)                     |
| 1957 | Сильви-Розин Нюме (Sylvie-Rosine Numez)               | Клодетт Наварро (Claudette Inés Navarro)          | Лиза Симон (Lisa Simon)                          |
| 1958 | Моник Негле (Monique Negler)                          | Клодин Оже (Claudine Auger)                       | Моник Булинге (Monique Boulinguez)               |
| 1959 | Моник Широн (Monique Chiron)                          | Мари Элен Трове (Marie Hélène Trové)              | Франсуаза Сен-Лоран (Françoise St-Laurent)       |
| 1960 | Брижит Баразе (Brigitte Barazer de Lannurien)         | Диана Медина (Diane Medina)                       | Флоранс Эри (Florence Eyrie)                     |
| 1961 | Люси Оже (Luce Auger)                                 | Мишель Варнье (Michèle Wargnier)                  | Симона Даро (Simone Darot)                       |
| 1962 | Моник Лемер (Monique Lemaire)                         | Моник Лемер (Monique Lemaire)                     | Сабин Сюрже (Sabine Surget)                      |
| 1963 | Мюгетт Фабри (Muguette Fabris)                        | Мюгетт Фабри (Muguette Fabris)                    | Моник Лемер (Monique Lemaire)                    |
| 1964 | Жаклин Геро (Jacqueline Gayraud)                      | Жаклин Геро (Jacqueline Gayraud)                  | Эдит Ноэль (Edith Noël)                          |
| 1965 | Кристиан Сибеллин (Christiane Sibellin)               | Кристиан Сибеллин (Christiane Sibellin)           | Мари-Тереза Тюйо (Marie-Thérèse Tullio)          |
| 1966 | Мишель Буле (Michèle Boulé)                           | Мишель Буле (Michèle Boulé)                       | Мишель Буле (Michèle Boulé)                      |
| 1967 | Жанна Бек (Jeanne Beck)                               | Кароль Но (Carole Noe)                            | Анн Вернье (Anne Vernier)                        |
| 1968 | Кристиан Лийо (Christiane Lillio)                     | Нелли Галерне (Nelly Gallerne)                    | Элизабет Кадрен (Elizabeth Cadren)               |
| 1969 | Сюзанна Англи (Suzanne Angly)                         | Сюзанна Англи (Suzanne Angly)                     | Агата Конье (Agathe Cognet)                      |
| 1970 | Мишлин Барэн (Micheline Baurain)                      | Мишлин Барэн (Micheline Baurain)                  | Франсуаза Дюран-Бео (Françoise Durand-Behot)     |
| 1971 | Мириам Стокко (Myriam Stocco)                         | Мириам Стокко (Myriam Stocco)                     | Мириам Стокко (Myriam Stocco)                    |
| 1972 | Шанталь Бувье де ля Мот (Chantal Bouvier de la Motte) | Клодин Кассеро (Claudine Cassereau)               | Клодин Кассеро (Claudine Cassereau)              |
| 1973 | Изабель Надя Крумакер (Isabelle Nadia Krumacker)      | Изабель Надя Крумакер (Isabelle Nadia Krumacker)  | Изабель Надя Крумакер (Isabelle Nadia Krumacker) |
| 1974 | Эдна Тепава (Edna Tepava)                             | Эдна Тепава (Edna Tepava)                         | Брижит Мари Флайак (Brigitte Marie Flayac)       |
| 1975 | Софи Соня Перен (Sophie Sonia Perin)                  | Софи Соня Перен (Sophie Sonia Perin)              | Софи Соня Перен (Sophie Sonia Perin)             |
| 1976 | Моник Ульдарик (Monique Uldaric)                      | Моник Ульдарик (Monique Uldaric)                  | Моник Ульдарик (Monique Uldaric)\|1977           |
| 1977 | Вероник Фаго (Véronique Fagot)                        | Вероник Фаго (Véronique Fagot)                    | Вероник Фаго (Véronique Fagot)                   |
| 1978 | Паскаль Торюа (Pascale Taurua)                        | Келли Оаро (Kelly Hoarau)                         | Брижит Коньович (Brigitte Konjovic)              |
| 1979 | Сильвия Парера (Sylvie Hélène Marie Parera)           | Сильвия Парера (Sylvie Hélène Marie Parera)       | Сильвия Парера (Sylvie Hélène Marie Parera)      |
| 1980 | Патрисия Барзик (Patricia Barzyk)                     | Патрисия Барзик (Patricia Barzyk)                 | Брижит Шоке (Brigitte Choquet)                   |
| 1981 | Изабель Софи Бенар (Isabelle Sophie Benárd)           | Изабель Софи Бенар (Isabelle Sophie Benárd)       | Изабель Софи Бенар (Isabelle Sophie Benárd)      |
| 1982 | Сабрина Бельваль (Sabrina Belleval)                   | Мартина Мари Филипс (Martine Marie Philipps)      | Мартина Мари Филипс (Martine Marie Philipps)     |
| 1983 | Изабель Тюрпо (Isabelle Turpault)                     | Фредерика Леруа (Frederique Marcelle Leroy)       | Фредерика Леруа (Frederique Marcelle Leroy)      |
| 1984 | Мартина Робин (Martine Robine)                        | Мартина Робин (Martine Robine)                    | Мартина Робин (Martine Robine)                   |
| 1985 | Сюзанна Искандар (Suzanne Iskandar)                   | Натали Джонс (Nathalie Jones)                     | Сюзанна Искандар (Suzanne Iskandar)              |
| 1986 | Валери Паскаль (Valérie Pascale)                      | Катрин Кэрью (Catherine Carew)                    | Катрин Кэрью (Catherine Carew)                   |
| 1987 | Натали Марке (Nathalie Marquay)                       | Натали Марке (Nathalie Marquay)                   | Натали Марке (Nathalie Marquay)                  |
| 1988 | Сильви Бертен (Sylvie Bertin)                         | Клаудия Фриттолини (Claudia Frittolini)           | Клаудия Фриттолини (Claudia Frittolini)          |
| 1989 | Стефани Злотковски (Stephanie (Peggy) Zlotkowski)     | Стефани Злотковски (Stephanie (Peggy) Zlotkowski) | Паскаль Меотти (Pascale Meotti)                  |
| 1990 | Гаэль Вуари (Gaëlle Voiry)                            | Гаэль Вуари (Gaëlle Voiry)                        | Гаэль Вуари (Gaëlle Voiry)                       |
| 1991 | Марева Жоржес (Maréva Georges)                        | Марева Жоржес (Maréva Georges)                    | Марева Жоржес (Maréva Georges)                   |
| 1992 | Линда Харди (Linda Hardy)                             | Линда Харди (Linda Hardy)                         | Линда Харди (Linda Hardy)                        |
| 1993 | Вероника де ла Крус (Véronique de la Cruz)            | Вероника де ла Крус (Véronique de la Cruz)        | Вероника де ла Крус (Véronique de la Cruz)       |
| 1994 | Валери Клессе (Valérie Claisse)                       | Радиа Латидин (Radiah Latidine)                   | Валери Клессе (Valérie Claisse)                  |
| 1995 | Мелоди Вильбер (Mélody Vilbert)                       | Элен Лантуан (Hélène Lantoine)                    | Корин Лоре (Corinne Lauret)                      |
| 1996 | Лора Бельвиль (Laure Belleville)                      | Северин Деруаль (Séverine Deroualle)              | Лора Бельвиль (Laure Belleville)                 |
| 1997 | Патрисия Спехар (Patricia Spehar)                     | Лора Бельвиль (Laure Belleville)                  | Патрисия Спехар (Patricia Spehar)                |
| 1998 | Софи Тальман (Sophie Thalmann)                        | Вероника Калок (Véronique Caloc)                  | Софи Тальман (Sophie Thalmann)                   |
| 1999 | Марева Галанте (Mareva Galanter)                      | Сандра Бретон (Sandra Bretones)                   | Марева Галанте (Mareva Galanter)                 |
| 2000 | Соня Роллан (Sonia Rolland)                           | Карин Майер (Karine Meier)                        | Соня Роллан (Sonia Rolland)                      |
| 2001 | Элоди Госсюэн (Élodie Gossuin)                        | Эммануэль Шосса (Emmanuelle Chossat)              | Элоди Госсюэн (Élodie Gossuin)                   |
| 2002 | Сильвия Телье (Sylvie Tellier)                        | Каролин Шаморан (Caroline Chamorand)              | Сильвия Телье (Sylvie Tellier)                   |
| 2003 | Корин Коман (Corinne Coman)                           | Виржини Дюбуа (Virginie Dubois)                   | Эммануэль Шосса (Emmanuelle Chossat)             |
| 2004 | Летисия Блеже (Lætitia Bléger)                        | Летисия Марциняк (Lætitia Marciniak)              | Летисия Блеже (Lætitia Bléger)                   |
| 2005 | Синди Фабр (Cindy Fabre)                              | Синди Фабр (Cindy Fabre)                          | Синди Фабр (Cindy Fabre)                         |
| 2006 | Александра Розенфельд (Alexandra Rosenfeld)           | Лора Фаскель (Laura Fasquel)                      | Александра Розенфельд (Alexandra Rosenfeld)      |
| 2007 | Рашель Легрен-Трапани (Rachel Legrain-Trapani)        | Рашель Легрен-Трапани (Rachel Legrain-Trapani)    | Рашель Легрен-Трапани (Rachel Legrain-Trapani)   |
| 2008 | Валери Бег (Valérie Bègue)                            | Лаура Танги (Laura Tanguy)                        | Лаура Танги (Laura Tanguy)                       |
| 2009 | Клоэ Морто (Chloé Mortaud)                            | Клоэ Морто (Chloé Mortaud)                        | Клоэ Морто (Chloé Mortaud)                       |
| 2010 | Малика Менар (Malika Ménard)                          | Виржини Дешане (Virginie Dechenaud)               | Малика Менар (Malika Ménard)                     |
| 2011 | Лори Тилеман (Laury Thilleman)                        | Лори Тилеман (Laury Thilleman)                    | Клеманс Олекси (Clémence Oleksy)                 |
| 2012 | Дельфин Веспизе                                       | Мари Пайе (Marie Payet)                           | Дельфин Веспизе (Delphine Wespiser)              |
| 2013 | Марин Лорфелен                                        | Марин Лорфелен (Marine Lorphelin)                 | Хиранани де Лонжо (Hinarani de Longeaux)         |
| 2014 | Флора Кокерель                                        | Флора Кокерель                                    | Камилла Серф                                     |
| 2015 | Камилла Серф                                          | Хинарере Тапуту (Hinarere Taputu)                 | Флора Кокерель                                   |
| 2016 | Ирис Миттенар                                         | Морган Эдвиг                                      | Ирис Миттенар                                    |
| 2017 | Алисия Элье                                           | Аврора Кишнен                                     | Алисия Элье                                      |
| 2018 | Маэва Кук                                             | Маэва Кук                                         | Эва Кола                                         |
| 2019 | Вэмалама Шав                                          | Офели Мезино                                      | Маэва Кук                                        |
| 2020 | Клеманс Ботино (Clémence Botino)                      | Амандин Пети                                      |                                                  |
| 2021 | Амандин Пети                                          | Клеманс Ботино                                    |                                                  |
| 2022 | Диана Лейре                                           | Флориан Баску                                     |                                                  |
| 2023 | Индира Ампиот                                         |                                                   | Диана Лейре                                      |
| 2024 | Ева Жиль                                              |                                                   |                                                  |